# Mimi Rogers
Miriam „Mimi” Rogers (z domu Spickler; ur. 27 stycznia 1956 w Coral Gables) – amerykańska aktorka, producentka filmowa i pokerzystka. Była pierwszą żoną Toma Cruise’a, którego wprowadziła do Kościoła scjentologicznego.

## Życiorys

### Wczesne lata
Urodziła się w szpitalu miejskim w Coral Gables na Florydzie. Jej ojciec, Philip C. Spickler, był inżynierem budownictwa. Jej matka, Kathy Talent, była tancerką. Ojciec Rogers był Żydem, jego rodzina pochodziła z Polski. Jej matka należała do Kościoła Episkopalnego. Zanim się urodziła, ojciec związał się ze scjentologią, w której była wychowywana.
Rodzina mieszkała w Wirginii, Arizonie, Michigan i Anglii, zanim osiedliła się w Los Angeles. Rogers uczęszczała do przyspieszonych szkół i ukończyła szkołę średnią w wieku 14 lat. W miejsce college’u sformułowała własny program studiów i zaangażowała się w teatr i pisanie. Rogers pracowała później w szpitalu dla uzdolnionych pacjentów poza Palo Alto w Kalifornii, a przez sześć lat była pracownikiem socjalnym zatrudnionym w niepełnym wymiarze godzin, zajmującym się doradztwem w nadużyciu substancji psychoaktywnych.

### Kariera
21 sierpnia 1976 wyszła za mąż za Jamesa Rogersa, doradcę Kościoła scjentologicznego, lecz 25 września 1980 rozwiodła się. Po swoim pierwszym nieudanym małżeństwie, Rogers przeniosła się do Los Angeles, aby rozpocząć karierę aktorską. Na początku kariery aktorskiej, Rogers i Kirstie Alley mieszkały razem. Przez dziewięć miesięcy studiowała aktorstwo z Miltonem Katselasem, a następnie szukała agenta.
Starała się o główną rolę w dreszczowcu Żar ciała, którą ostatecznie otrzymała Kathleen Turner. Pojawiła się na szklanym ekranie w serialach - NBC Posterunek przy Hill Street (Hill Street Blues, 1981) i CBS Magnum (1982). W operze mydlanej ABC Papierowe lalki (Paper Dolls, 1984) wystąpiła jako modelka Blair Harper-Fenton. W komedii Rona Howarda Gung Ho (1986) zagrała postać Audrey, dziewczyny Hunta Stevensona (Michael Keaton). Za rolę Sharon w dramacie psychologicznym Ekstaza (The Rapture, 1991) zdobyła nominację do Independent Spirit Awards. W 1993 pozowała do magazynu Playboy.
9 maja 1987 roku ponownie wyszła za mąż za aktora Toma Cruise’a. Jednak 4 lutego 1990 doszło do rozwodu. 20 marca 2003 poślubiła Chrisa Ciaffę, z którym ma dwoje dzieci: córkę Lucy (ur. 20 listopada 1994) i syna Charliego (ur. 30 lipca 2001 w Los Angeles).

## Filmografia

### Filmy fabularne
- 1987: Cwaniak (Street Smart) jako Alison Parker
- 1987: Osaczona (Someone to Watch Over Me) jako Claire Gregory
- 1989: Obcy w domu (Hider in the House) jako Julie Dreyer
- 1990: Godziny rozpaczy (Desperate Hours) jako Nora Cornell
- 1991: The Doors jako fotograf prasowy
- 1991: Obroża (Wedlock) jako Tracy Riggs
- 1994: Małpi kłopot (Monkey Trouble) jako Amy Gregory
- 1995: Daleko od domu: Przygody żółtego psa (Far From Home: The Adventures of Yellow Dog) jako Katherine McCormick
- 1996: Miłość ma dwie twarze (The Mirror Has Two Faces) jako Claire
- 1996: Marzenia na Gwiazdkę (The Christmas List) jako Melody Parris
- 1997: Austin Powers: Agent specjalnej troski (Austin Powers: International Man of Mystery) jako matka Vanessy
- 1998: Zagubieni w kosmosie (Lost in Space) jako dr Maureen Robinson
- 1999: Arytmetyka diabła (The Devil’s Arithmetic) jako Leonore Stern
- 1999: Siedem narzeczonych (Seven Girlfriends) jako Marie
- 2000: Wspólny mianownik (Common Ground, TV) jako McPherson
- 2000: Zdjęcia Ginger (Ginger Snaps) jako Pamela
- 2000: Szkoła uwodzenia 2 (Cruel Intentions 2) jako Tiffany Merteuil
- 2003: Głupi i głupszy 2: Kiedy Harry poznał Lloyda jako pani Dunne
- 2004: Drzwi w podłodze (The Door in the Floor) jako pani Vaughn
- 2005: Niewinność na sprzedaż (Selling Innocence) jako Abby Sampson
- 2009: Miłość z 5-tej Alei (Falling Up) jako Meredith
- 2012: Dwoje do poprawki (Hope Springs) jako Carol
- 2012: Sex telefon (For a Good Time, Call...) jako Adele Powell

### Seriale TV
- 1981: Posterunek przy Hill Street (Hill Street Blues) jako Sandra Pauley
- 1998–1999: Z Archiwum X (The X Files) jako agentka Diana Fowley
- 2000–2001: The Geena Davis Show jako Hillary
- 2010: Neighbors from Hell jako Lorelai Killbride (głos)
- 2015: Bosch jako Honey 'Money' Chandler
- 2015: Mad Men jako Pima
- 2015: Agenci NCIS jako Joanna Teague
- 2015–2016: Ash kontra martwe zło (Ash vs. Evil Dead) jako Suzy Maxwell, matka Kelly